# WrestleMania VI
WrestleMania VI was een pay-per-viewevenement in het professioneel worstelen dat geproduceerd werd door de World Wrestling Federation (WWF). Dit evenement is de 6de editie van WrestleMania en vond plaats in het SkyDome in Toronto op 1 april 1990.
De hoofd wedstrijd was een een-op-eenmatch voor het WWF Championship en het WWF Intercontinental Championship tussen de WWF Champion Hulk Hogan en Intercontinental Champion The Ultimate Warrior.

## Matchen
| Nr.                                                                          | Match | Winnaar(s)               |
| ---------------------------------------------------------------------------- | --- | ------------------------ |
| -                                                                            | Paul Roma vs. The Brooklyn Brawler in een een-op-eenmatch | Paul Roma                |
| 1                                                                            | Koko B. Ware vs. Rick Martel in een een-op-eenmatch | Rick Martel              |
| 2                                                                            | The Colossal Connection (c) (met Bobby Heenan) vs. Demolition in een tag team match voor het WWF Tag Team Championship                                               | Demolition (nc)          |
| 3                                                                            | Earthquake (met Jimmy Hart) vs. Hercules in een een-op-eenmatch | Earthquake               |
| 4                                                                            | Mr. Perfect (met The Genius) vs. Brutus Beefcake | Brutus Beefcake          |
| 5                                                                            | Roddy Piper vs. Bad News Brown in een een-op-eenmatch | Geen winnaar1            |
| 6                                                                            | The Bolsheviks vs. The Hart Foundation in een tag team match | The Hart Foundation      |
| 7                                                                            | The Barbarian (met Bobby Heenan) vs. Tito Santana in een een-op-eenmatch                                                                                             | The Barbarian            |
| 8                                                                            | Randy Savage & Sensational Queen Sherri vs. Dusty Rhodes & Sapphire (met Miss Elizabeth) in een mixed tag team match                                                 | Dusty Rhodes & Sapphire  |
| 9                                                                            | The Orient Express (met Mr. Fuji) vs. The Rockers in een tag team match                                                                                              | The Orient Express       |
| 10                                                                           | Dino Bravo (met Jimmy Hart & Earthquake) vs. Jim Duggan in een een-op-eenmatch                                                                                       | Jim Duggan               |
| 11                                                                           | Ted DiBiase (c) (met Virgil) vs. Jake Roberts in een een-op-eenmatch voor het Million Dollar Championship                                                            | Ted DiBiase              |
| 12                                                                           | The Big Boss Man vs. Akeem (met Slick) in een een-op-eenmatch | The Big Boss Man         |
| 13                                                                           | Jimmy Snuka vs. Rick Rude (met Bobby Heenan) in een een-op-eenmatch                                                                                                  | Rick Rude                |
| 14                                                                           | Hulk Hogan (WWF Champion) vs. The Ultimate Warrior (Intercontinental Champion) in een een-op-eenmatch voor het WWF Intercontinental Championship en WWF Championship | The Ultimate Warrior (c) |
| (c) huidige kampioen voor en na de match \| (nc) nieuwe kampioen na de match | |                          |

1De match eindigde in een dubbele count-out.